# Колосо
Колосо (исп. Colosó) — город и муниципалитет на севере Колумбии, на территории департамента Сукре. Входит в состав субрегиона Монтес-де-Мария.

## История
Поселение, из которого позднее вырос город, было основано в 1770 году. Муниципалитет Колосо был выделен в отдельную административную единицу в 1907 году.

## Географическое положение
Город расположен в северной части департамента, в пределах Прикарибской низменности, к востоку от горного хребта Мария, на расстоянии приблизительно 19 километров к северу от города Синселехо, административного центра департамента. Абсолютная высота — 138 метров над уровнем моря.
Муниципалитет Колосо граничит на севере с территорией муниципалитета Сан-Онофре, на западе — с муниципалитетом Толувьехо, на юге — с муниципалитетом Морроа, на юго-востоке — с муниципалитетом Лос-Пальмитос, на востоке — с муниципалитетами Чалан и Овехас, на северо-востоке — с территорией департамента Боливар. Площадь муниципалитета составляет 141 км².

## Население
По данным Национального административного департамента статистики Колумбии, совокупная численность населения города и муниципалитета в 2015 году составляла 5838 человек.
Динамика численности населения муниципалитета по годам:
| 2005 | 2006 | 2007 | 2008 | 2009 | 2010 | 2011 | 2012 | 2013 | 2014 | 2015 |
| ---- | ---- | ---- | ---- | ---- | ---- | ---- | ---- | ---- | ---- | ---- |
| 6214 | 6174 | 6132 | 6103 | 6055 | 6024 | 5989 | 5946 | 5915 | 5878 | 5838 |

Согласно данным переписи 2005 года мужчины составляли 52,7 % от населения Колосо, женщины — соответственно 47,3 %. В расовом отношении белые и метисы составляли 96,5 % от населения города; индейцы — 3,4 %; негры, мулаты и райсальцы — 0,1 %.
Уровень грамотности среди всего населения составлял 76,7 %.

## Экономика
Основу экономики Колосо составляет сельское хозяйство.
77,8 % от общего числа городских и муниципальных предприятий составляют предприятия торговой сферы, 18,5 % — предприятия сферы обслуживания, 3,7 % — промышленные предприятия.